# Crawfordia pulvinipes
Crawfordia pulvinipes är en insektsart som först beskrevs av Pierce 1904.  Crawfordia pulvinipes ingår i släktet Crawfordia och familjen stekelvridvingar. Inga underarter finns listade i Catalogue of Life.